# マスカルポーネ
マスカルポーネ (mascarpone) は、生クリームに熱を加えクエン酸を加え固め水分を除いて作るフレッシュチーズである。コクと甘みがあり、ほのかにミルクの香りをもつ。固めに泡立てた生クリームに似る。イタリア原産でありティラミスの材料の一つ。由来にはスペインの高官が「なんて素晴らしい味なんだ！」と褒めた説や、「ミルクのクリーム」という意味の方言「マスケルパ」が語源だとするなど諸説ある。
元はロンバルディア州の冬期の特産であったが、現在はイタリア全土で生産されている。
固形分中乳脂肪最低60%で脂肪分が多く、約450kcal/100g。
急速に腐敗する傾向があり、新鮮なうちに食べる必要がある。

## 製法
生クリームを90 - 95℃の高温に加熱し、クエン酸や酢酸やレモン汁を加えると5分程度で分離するので水分を濾す。
パルミジャーノ・レッジャーノやグラナ・パダーノといったチーズの製造過程で作られるクリームを原料に使用する場合もある。

## 食べ方
甘味があり酸味や塩分が少ないことからリゾットその他の料理や菓子によく使われるほか、ゴルゴンゾーラなど塩分の高いブルーチーズを食べる際に混ぜ合わせることも多い。スモークサーモンや生ハムなどと組み合わせることでおいしく食べることができる。イタリアではフルーツを添え、シナモンをかけて食べる。

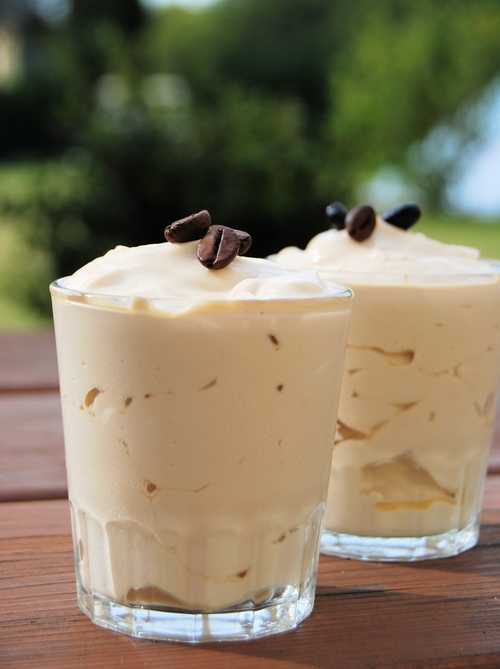
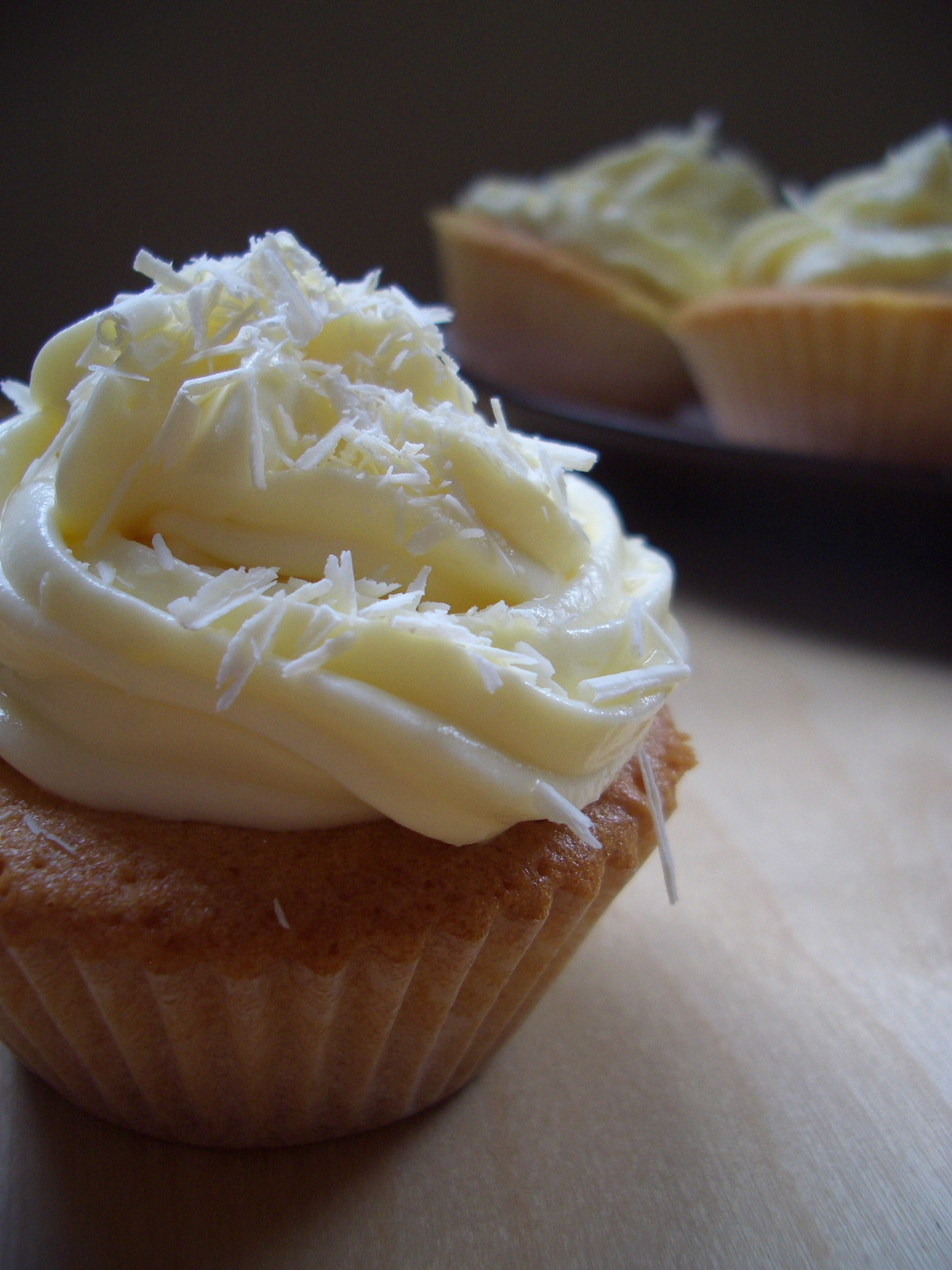
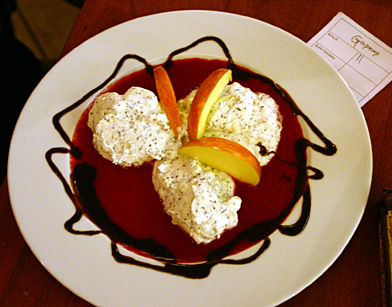
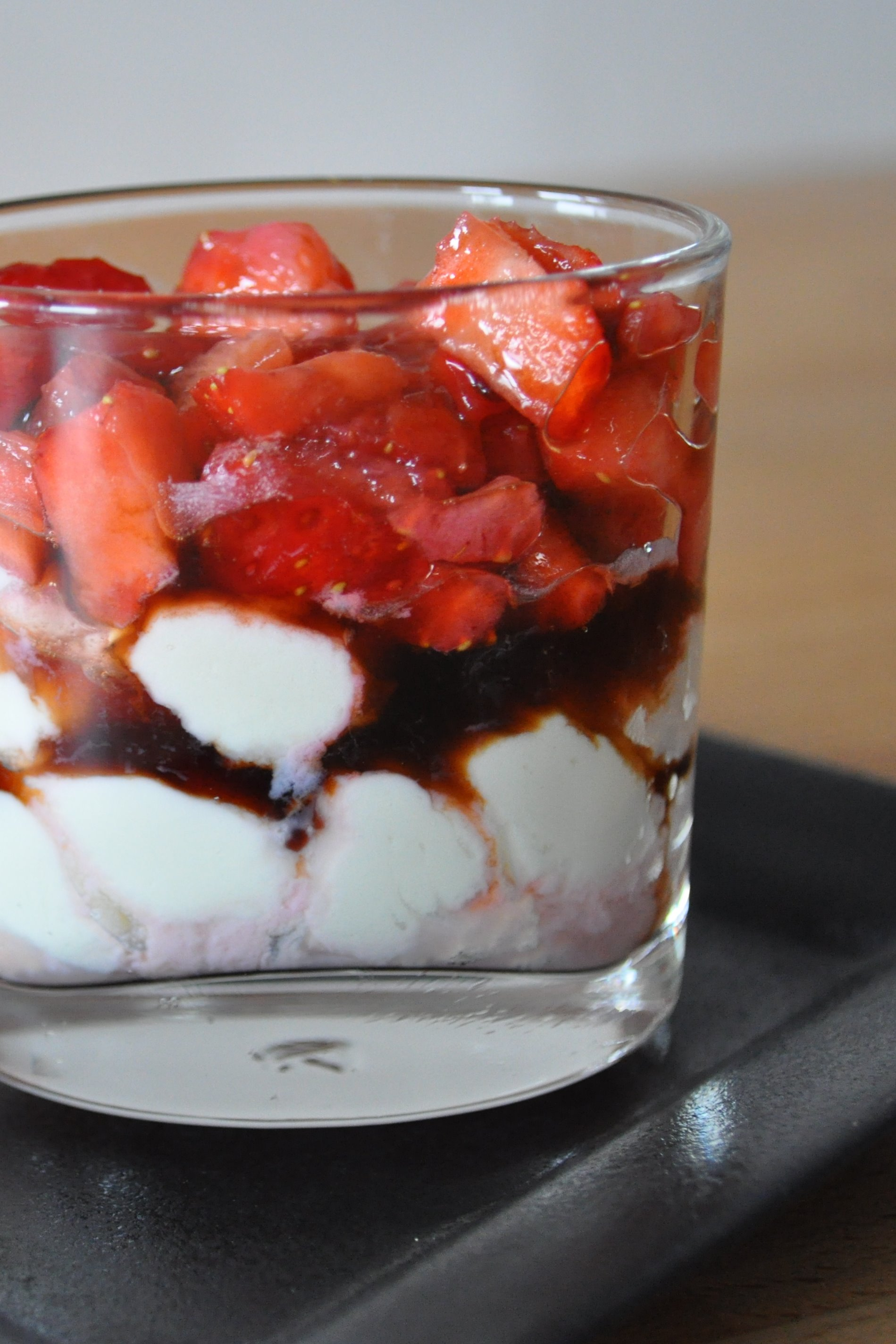
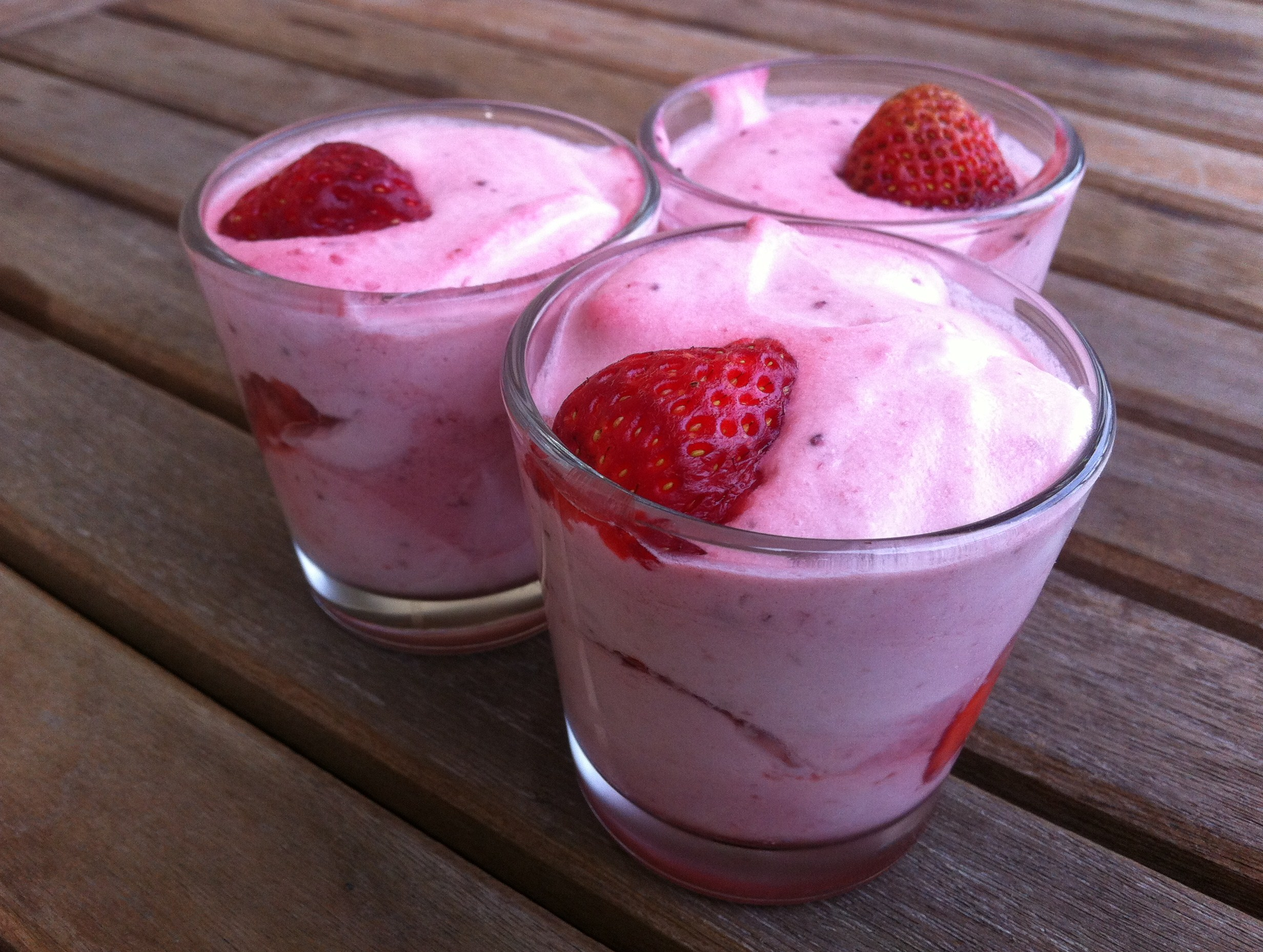

ティラミスの材料として有名。